# Dryosaurus
Dryosaurus („stromový ještěr“) byl až 3 metry dlouhý a kolem 100 kilogramů vážící Podle jiných odhadů vážil tento dinosaurus asi 164 kilogramů. býložravý dinosaurus, pevně stavěný, po dvou i po čtyřech se pohybující ornitopod.

## Systematika
Tento poměrně primitivní zástupce infrařádu Iguanodontia značně připomínal známějšího hypsilofodona. Výrazně se také podobal rodu Rhabdodon, byl však geologicky podstatně starší a častěji se pohyboval na zadních končetinách. Známý je z prakticky kompletní kostry a dalších pozůstatků. Žil v období svrchní jury, asi před 155 až 145 milióny let. Jeho fosilie byly objeveny v USA a zřejmě i v africké Tanzanii. V roce 2018 byl popsán další druh tohoto rodu, D. elderae.
Blízkými příbuznými dryosaura byly například rody Eousdryosaurus z pozdní jury Evropy a Kangnasaurus z rané křídy Afriky. Nejbližšími příbuznými tohoto rodu však byly spíše taxony Iyuku z rané křídy Afriky a Dysalotosaurus z pozdní jury Afriky.

## Popis
Dryosaurus byl menší býložravý bipední dinosaurus, který dosahoval délky kolem 3 metrů a hmotnosti přibližně od 80 do 170 kilogramů. Pravděpodobně šlo o velmi zdatného a rychlého běžce, jelikož jeho nohy byly poměrně dlouhé a silné.